# Confédération ouvrière d'Argentine
La Confédération ouvrière d'Argentine (COA) a été une centrale syndicale fondée en Argentine en 1926. Elle a eu une existence courte mais d'une grande importance, parce que prenant son inspiration des syndicats de cheminots, elle fut la première confédération du pays à promouvoir la constitution de syndicats par branche d'activité.
La COA a été soutenue par l'Union ferroviaire et La Fraternité, les deux principaux syndicats de cheminots du pays, qui se sont unis dans une Confédération Ferroviaire. Elle a aussi été rejointe par l'important syndicat des employés municipaux.
Le Conseil Exécutif de la COA a été présidé par le socialiste Francisco Pérez Leirós (du syndicat des employés municipaux), secondé par le syndicaliste révolutionnaire Sebastián Marotta.
En 1930, elle a fusionné avec l'Union syndicale argentine (USA) pour créer la Confédération générale du travail (CGT). 
La COA a été le principal antécédent de la CGT,  et a eu une grande influence en préparant de grandes structures syndicales capables de négocier avec les grandes entreprises, les organisations patronales et le gouvernement, faits qui caractériseront les relations sociales à partir des années 30 et surtout 40.